# Adrienne (Modigliani)
Pour les articles homonymes, voir Adrienne.
Adrienne – ou Femme à la frange – est un tableau réalisé par le peintre italien Amedeo Modigliani en 1917. Cette huile sur toile est le portrait en buste d'une femme présentant une frange alors qu'elle est assise sur une chaise une main derrière sa joue. L'œuvre est vendue à Chester Dale le 18 avril 1928. Léguée en 1963, elle est conservée à la National Gallery of Art, à Washington, aux États-Unis.